# Ruanda eleuteriopsis
Ruanda eleuteriopsis är en fjärilsart som beskrevs av Erich Martin Hering 1926. Ruanda eleuteriopsis ingår i släktet Ruanda och familjen tofsspinnare. Inga underarter finns listade.